# Sunday in the Park with George
Sunday in the Park with George est une comédie musicale avec musiques et paroles de Stephen Sondheim et un livret de James Lapine. Il a été inspiré par le tableau de Georges Seurat Un dimanche après-midi à l'Île de la Grande Jatte. L'intrigue tourne autour du personnage de George, qui se plonge dans la peinture de son chef-d'œuvre et de son arrière-petit-fils (également nommé George), un artiste contemporain conflictuel et cynique. La production a ouvert ses portes en 1984 à Broadway.
La comédie musicale a remporté le prix Pulitzer de l'œuvre théâtrale en 1985, deux Tony Awards, de nombreux Drama Desk Awards, le Laurence Olivier Awards 1991 pour la meilleure comédie musicale et le Laurence Olivier Awards 2007 dans la catégorie Outstanding Musical Production. Il a connu plusieurs reprises majeures, notamment la production britannique 2005-2006 présentée pour la première fois à la Menier Chocolate Factory et son transfert ultérieur à Broadway en 2008.

## Synopsis

### Acte I
En 1884, Georges Seurat, dit George dans la comédie musicale, esquisse des études pour sa peinture Un dimanche après-midi à l'Île de la Grande Jatte. Il évoque le décor du tableau, un petit parc de banlieue sur une île, et conserve un certain contrôle sur son environnement pendant qu'il les dessine. Sa maîtresse de longue date, Dot, modèle pour lui, malgré sa frustration de devoir se lever tôt un dimanche (Sunday in the Park with George). De nouveaux habitués du parc commencent à arriver : une vieille dame et son infirmière discutent de la construction d'une tour pour l'Exposition internationale, mais l'infirmière s'intéresse plus à un cocher allemand, Franz. Le calme du parc est interrompu par un groupe de baigneurs désagréables. George les fige d'un geste, faisant d'eux les sujets de son premier tableau, Une baignade à Asnières. Le décor change brusquement en une galerie où la peinture est exposée. Jules, un ami artiste plus prospère, et sa femme Yvonne jugent que le travail de George n'a « aucune vie » (No Life). De retour sur l'île, Jules et Yvonne ont une courte discussion avec George et partent. Ils emmènent leur cocher Franz avec eux, interrompant son rendez-vous avec l'infirmière. Dot, qui en a assez de rester immobile au soleil, quitte le parc apaisé après que George a promis de l'emmener aux Folies. George s'approche de la Vieille Dame, qui se révèle être sa mère, et demande à la dessiner, mais elle refuse.
Dans son atelier, George travaille de manière obsessionnelle sur sa peinture, tandis que Dot se prépare pour leur rendez-vous et fantasme de danser aux Folies (Color and Light). Lorsque George arrête brièvement de peindre pour nettoyer ses pinceaux, lui et Dot réfléchissent à leur fascination mutuelle. Dot est prête à partir, mais George préfère continuer à peindre, ce qui la déçoit profondément.
Un dimanche suivant, dans le parc, George dessine un batelier grognon, sous l'œil désapprobateur de Jules. Dot entre aux bras de Louis, boulanger. Deux jeunes amies vendeuses, toutes deux nommées Celeste, remarquent que Dot est accompagnée d'un nouvel homme (Gossip). Lorsque la fille de Jules et Yvonne, Louise, essaie de caresser le chien du batelier, il lui crie dessus, puis s'en prend à George et quitte la scène. George et Dot ont une conversation tendue alors qu'elle travaille sur le livre de grammaire qu'elle utilise pour apprendre à lire et à écrire. Alors que Jules et Yvonne se moquent de la nature non conventionnelle de l'art de George, ils discutent d'une initiative visant à inclure son travail dans la prochaine exposition. George dessine deux chiens tout en essayant de façon fantaisiste d'imaginer le monde de leur point de vue, décrivant leur soulagement d'être libéré de leurs routines (The Dog Song). Au fur et à mesure que la journée avance, George dessine tranquillement des habitants du parc, libérés de leurs contraintes quotidiennes en ce jour de repos (The Day Off). Les deux Celeste tentent d'attirer l'attention d'une paire de soldats et se battent pour obtenir le plus beau des deux ; l'infirmière se cache de la vieille dame et tente d'attirer l'attention de Franz ; Franz et sa femme Frieda se disputent avec Louise ; une paire de riches touristes américains passent, manifestent leur mépris de la vie parisienne – sauf les pâtisseries – et prévoient de rentrer chez eux avec un boulanger ; Jules reproche à nouveau à George la faiblesse de son style, recevant en réponse une invitation à voir sa nouvelle peinture ; le batelier réapparaît pour réprimander l'attitude condescendante des artistes. Dot voit George, mais il se dérobe avant qu'elle ne puisse lui parler ; en représailles, elle décrit sa nouvelle vie satisfaisante avec Louis. De toute évidence, elle aime encore George et il lui manque ; mais Louis l'aime, la respecte et a besoin d'elle, alors qu'avec George, toute intimité est impossible. Elle fait alors son choix (Everybody Loves Louis).
Alors que le parc se vide pour la soirée, George revient. Il regrette Dot et déplore que son art l'ait aliéné de ceux qui sont importants pour lui, mais se résigne à la probabilité que l'accomplissement créatif puisse toujours prendre le pas sur le bonheur personnel (Finishing the Hat).
Le temps a passé et Dot, très enceinte, visite le studio de George. Elle demande une peinture que George a faite d'elle, mais il refuse. Jules et Yvonne viennent au studio pour voir la peinture de George presque terminée. Pendant que Jules va avec George voir le tableau, Yvonne et Dot tiennent une conversation tendue, au cours de laquelle elles prennent conscience de leur point commun : elles sont toutes deux négligées par leur compagnon artiste. Leur aversion mutuelle s'estompe alors ; elles discutent des difficultés à essayer de maintenir une relation amoureuse avec un artiste. Pendant ce temps, Jules est intrigué par la nouvelle technique de George et craint que son obsession pour son travail ne l'éloigne de ses collègues artistes et collectionneurs. Il refuse de soutenir ce travail. Jules et Yvonne partent et George, ayant oublié que Dot était là, se remet au travail. Dot révèle la vraie raison de sa visite : malgré le fait évident que George est le père de l'enfant à naître, elle et Louis se marient et partent pour l'Amérique. George se retire avec colère derrière sa toile, et elle le supplie de réagir, d'une manière ou d'une autre, à ces nouvelles. Ils se disputent au sujet de leur relation ratée, et Dot conclut tristement que même si George peut être capable de s'épanouir, elle ne l'est pas, et ils doivent se séparer (We Do Not Belong Together).
Dans le parc, la Vieille Dame accepte finalement de poser pour George, se perdant dans les bons souvenirs de son enfance, qui sont bien différents de ceux qu'en a gardé George. Elle déplore l'horizon changeant de Paris. En réponse, il l'encourage à voir la beauté du monde tel qu'il est, plutôt que comment il a été (Beautiful). Les touristes américains arrivent avec Louis et Dot, qui tient sa fille nouveau-née, Marie. George refuse de reconnaître son enfant, ne pouvant présenter que de faibles excuses alors que Dot s'en va tristement.
Le parc devient bruyant: les Celeste et le Soldat se disputent sur leurs ruptures respectives tandis que Jules et Frieda se faufilent pour aller batifoler. Louise informe sa mère de l'infidélité de Jules et une bagarre éclate entre Jules, Yvonne, Franz et Frieda. Les Celeste et le Soldat se disputent bruyamment, et bientôt tous se battent – jusqu'à ce que la Vieille Dame crie, « Souviens-toi, George ! ». George les arrête tous d'un geste, puis prend le contrôle des sujets de sa peinture, qui chantent en harmonie, et les transformant en tableau final de sa peinture finie (Sunday).

### Acte II
Alors que le rideau s'ouvre, les personnages, toujours dans le tableau, se plaignent d'être coincés dans la toile (It's Hot Up Here). Les personnages livrent de courts éloges funèbres à George, décédé subitement à 31 ans.
L'action avance d'un siècle à 1984. L'arrière-petit-fils de George et Dot, également artiste du nom de George, présente à un musée d'art contemporain sa dernière œuvre, une réflexion sur la peinture de Seurat sous la forme d'une machine lumineuse appelée « Chromolume n°7 ». George présente l'œuvre, établissant son lien avec le tableau en invitant sa grand-mère de 98 ans, Marie, à l'aider à présenter l'œuvre. Marie partage son histoire familiale, décrivant comment sa mère, Dot, lui a révélé sur son lit de mort être la fille de Seurat. George est sceptique à l'égard de cette tradition familiale, mais Marie insiste sur le fait que les notes du livre de grammaire de Dot, qui mentionnent George, en sont la preuve. Après une brève panne technique, le Chromolume est dévoilé.
Lors de la réception, divers mécènes et conservateurs félicitent George pour son travail tandis que George passe parmi eux, commentant les difficultés à être artiste dans un milieu contaminé par l'entre-soi et le snobisme (Putting It Together). La seule voix qui semble vraiment l'interpeller est celle d'un critique d'art qui lui reproche de se répéter et de gaspiller son talent. Après le départ des visiteurs du musée pour le dîner, Marie évoque sa mère et s'inquiète pour George. Elle regrette le récent divorce de George et son absence de descendance, car selon elle, on ne laisse derrière soi que deux héritages après sa mort : les enfants et l'art (Children and Art). Elle s'endort et George, seul avec le tableau, se rend soudain compte de sa détresse émotionnelle.
Quelques semaines plus tard, Marie décède et George est invité par le gouvernement français à faire une présentation du Chromolume sur l'île que le tableau représente. Là, George révèle à son ami Dennis qu'il a refusé sa prochaine commande. Rongé par l'incertitude, George lit un livre qu'il a hérité de sa grand-mère, le même que Dot avait l'habitude de lire, et réfléchit aux similitudes entre lui et son arrière-grand-père (Lesson #8). Une vision de Dot apparaît et salue George, à qui elle s'adresse comme s'il était le George qu'elle connaissait. Après qu'il lui a confié ses doutes, elle lui enjoint d'avancer et de continuer à faire des choix, même sans savoir où la vie le mène (Move On). George trouve quelques mots écrits au dos du livre : ce sont les mots que son aïeul marmonnait souvent pendant qu'il travaillait. Pendant qu'il les lit à haute voix, les personnages du tableau réapparaissent sur scène et recréent leur tableau (Sunday). Alors qu'ils disparaissent un à un et que la scène ressemble à une toile vierge, George lit la dernière ligne : “White: a blank page or canvas. His favorite – so many possibilities” (« Blanc : une page ou une toile vierge. Ce qu'il préfère : tant de possibilités. »).

## Histoire

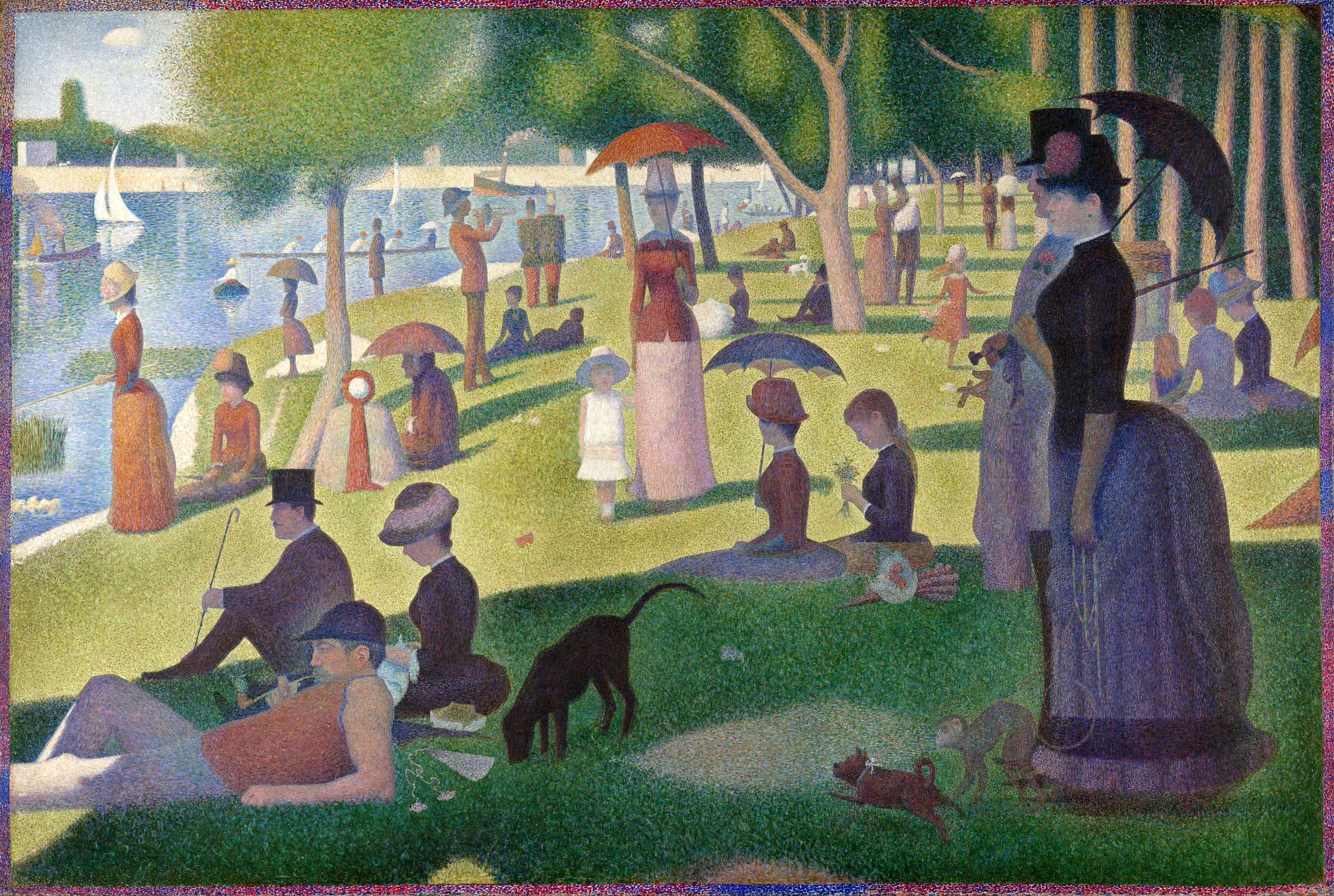
"Un dimanche après-midi à l'Île de la Grande Jatte" de Georges Seurat.

Après l'échec et la réception critique cinglante de Merrily We Roll Along en 1981 (qui a fermé après seulement 16 représentations), Sondheim a annoncé son intention de quitter le monde du théâtre musical. Lapine l'a persuadé de revenir après que les deux aient été inspirés par le tableau "Un dimanche après-midi sur l'île de la Grande Jatte". Ils ont passé plusieurs jours à l'Art Institute of Chicago pour étudier la peinture. Lapine a noté qu'une figure majeure manquait dans la toile: l'artiste lui-même. Cette observation a servi de tremplin et la production a évolué vers une méditation sur l'art, la connexion émotionnelle et la communauté.
La comédie musicale romance la vie de Seurat. En fait, aucun de ses enfants n'a survécu au-delà de la petite enfance et il n'avait pas de petits-enfants. La conjointe de Seurat était Madeleine Knobloch, qui a donné naissance à ses deux fils, un après sa mort. Contrairement à Dot, Knobloch vivait avec Seurat à sa mort et n'a pas émigré en Amérique. Elle est décédée d'une cirrhose du foie à l'âge de 35 ans,.

## Productions

### Production originale Off-Broadway
Le spectacle a ouvert Off-Broadway à Playwrights Horizons, avec Mandy Patinkin et Bernadette Peters, en juillet 1983 et a duré 25 représentations. Seul le premier acte a été exécuté et même cela était encore en développement. Le premier acte a été étoffé et le travail a commencé sur le second pendant cette période et le spectacle complet en deux actes a été créé lors des trois dernières représentations. Après avoir vu le spectacle à Playwrights, le compositeur Leonard Bernstein a écrit à son ami Sondheim pour le féliciter. Kelsey Grammer (jeune homme à la banque et le soldat), Mary Elizabeth Mastrantonio (Celeste # 2) et Christine Baranski (Clarisse, qui a ensuite été renommée Yvonne) étaient dans la production off-Broadway mais n'ont pas continué avec le spectacle à Broadway.

### Production originale de Broadway
La comédie musicale a été transférée au Booth Theatre de Broadway, le 2 mai 1984. Le deuxième acte a été finalisé et le spectacle a été "gelé" quelques jours seulement avant l'ouverture.
Lapine met en scène et Patinkin et Peters reprennent leurs rôles, avec la décors de Tony Straiges, la conception des costumes de Patricia Zipprodt et Ann Hould-Ward, l'éclairage de Richard Nelson et les effets spéciaux de Bran Ferren.
Le spectacle a fermé le 13 octobre 1985, après 604 représentations et 35 avant-premières.

### Production originale de Londres
La première production londonienne a ouvert ses portes au Royal National Theatre le 15 mars 1990 et s'est déroulée sur 117 représentations, avec Philip Quast dans le rôle de George et Maria Friedman dans celui de Dot. La production a été nommée pour six Laurence Olivier Awards, battant Into the Woods, une autre collaboration entre Lapine et Sondheim, pour remporter le prix de la meilleure nouvelle comédie musicale (1991). Quast a remporté le prix du meilleur acteur dans une comédie musicale.

### Reprise à Londres (2005)
La première reprise du spectacle à la Menier Chocolate Factory à Londres, ouverture le 14 novembre 2005 et fermeture le 17 mars 2006. La partition a été réorchestrée par Jason Carr et avec Daniel Evans et Anna-Jane Casey, sous la mise en scène de Sam Buntrock. La production transférée au Wyndham's Theatre dans le West End de Londres, ouvrant le 23 mai 2006 et se terminant le 2 septembre 2006. Jenna Russell a remplacé le Casey indisponible. Cette reprise a reçu six nominations aux Laurence Olivier Awards, et a en remporté cinq au total, dont la production musicale exceptionnelle, le meilleur acteur dans une comédie musicale et la meilleure actrice dans une comédie musicale.

### Reprise à Broadway (2008)
La production londonienne de 2005 a été transférée à Broadway en 2008, où elle a été produite par Roundabout Theatre Company et Studio 54. Les previews ont commencé le 25 janvier 2008, avec une ouverture le 21 février 2008, jusqu'au 29 juin 2008.
Daniel Evans et Jenna Russell (qui a joué dans la production londonienne de 2005-2006) ont repris leurs rôles sous la mise en scène de Sam Buntrock. Le casting était composé de Michael Cumpsty (Jules / Bob), Jessica Molaskey (Yvonne / Naomi), Ed Dixon (Mr./Charles Redmond), Mary Beth Peil (Old Lady / Blair), Alexander Gemignani (Boatman / Dennis) et David Turner (Franz / Lee Randolph).

### Reprise à Broadway (2017)
Une nouvelle reprise a été présentée à Broadway au Hudson Theatre, avec Jake Gyllenhaal dans le rôle de George et Annaleigh Ashford dans le rôle de Dot / Marie. Les avant-premières ont commencé le 11 février 2017 et la production a ouvert le 23 février. Le casting était composé de Brooks Ashmanskas (M./Charles), Phillip Boykin (Boatman / Lee), Claybourne Elder (Soldier / Alex), Liz McCartney (Mme/Harriet), Ruthie Ann Miles (Frieda / Betty), David Turner (Franz / Dennis), Jordan Gelber (Louis / Billy), Erin Davie (Yvonne / Naomi), Penny Fuller (Old Lady / Blair) et Robert Sean Leonard (Jules / Bob). L'équipe de production était composée de Sarna Lapine (réalisatrice), Ann Yee (mise en scène musicale), Beowulf Boritt (conception scénique), Clint Ramos (conception des costumes), Ken Billington (conception d'éclairage) et Kai Harada (conception sonore).
La production sera transférée dans le West End au Savoy Theatre en juin 2020, avec également Gyllenhaal et Ashford.

## Numéros musicaux
| Act I - "Sunday in the Park with George" – George, Dot - "No Life" – Jules, Yvonne - "Color and Light" – Dot, George - "Gossip" – Celeste #1, Celeste #2, Boatman, Nurse, Old Lady, Jules, Yvonne - "The Day Off" – George, Company - "Everybody Loves Louis" – Dot - "The One on the Left" – Soldier, Celeste #1, Celeste #2, George - "Finishing the Hat" – George - "The Day Off" (Reprise) - Company - "We Do Not Belong Together" – Dot, George - "Beautiful" – Old Lady, George - "Sunday" – La troupe | Act II - "It's Hot Up Here" – La troupe - "Chromolume #7" – Orchestre - "Putting It Together" (including the reprise of "Gossip") – La troupe - "Children and Art" – Marie - "Lesson #8" – George - "Move On" – George, Dot - "Sunday" (Reprise) – George, Dot et la troupe |

## Prix et nominations

### Production originale à Broadway
| Année | Cérémonie                            | Catégorie                                          | Nomination                          | Résultat   |
| ----- | ------------------------------------ | -------------------------------------------------- | ----------------------------------- | ---------- |
| 1984  | Drama Desk Award                     | Outstanding Musical                                | Outstanding Musical                 | Lauréat    |
| 1984  | Drama Desk Award                     | Outstanding Book of a Musical                      | James Lapine                        | Lauréat    |
| 1984  | Drama Desk Award                     | Outstanding Actor in a Musical                     | Mandy Patinkin                      | Nomination |
| 1984  | Drama Desk Award                     | Outstanding Actress in a Musical                   | Bernadette Peters                   | Nomination |
| 1984  | Drama Desk Award                     | Outstanding Featured Actor in a Musical            | Charles Kimbrough                   | Nomination |
| 1984  | Drama Desk Award                     | Outstanding Director of a Musical                  | James Lapine                        | Lauréat    |
| 1984  | Drama Desk Award                     | Outstanding Orchestrations                         | Michael Starobin                    | Lauréat    |
| 1984  | Drama Desk Award                     | Outstanding Lyrics                                 | Stephen Sondheim                    | Lauréat    |
| 1984  | Drama Desk Award                     | Outstanding Music                                  | Stephen Sondheim                    | Nomination |
| 1984  | Drama Desk Award                     | Outstanding Costume Design                         | Patricia Zipprodt et Ann Hould-Ward | Nomination |
| 1984  | Drama Desk Award                     | Outstanding Lighting Design                        | Richard Nelson                      | Lauréat    |
| 1984  | Drama Desk Award                     | Outstanding Set Design                             | Tony Straiges                       | Lauréat    |
| 1984  | Drama Desk Award                     | Outstanding Special Effects                        | Bran Ferren                         | Lauréat    |
| 1984  | Tony Award                           | Best Musical                                       | Best Musical                        | Nomination |
| 1984  | Tony Award                           | Best Original Score                                | Stephen Sondheim                    | Nomination |
| 1984  | Tony Award                           | Best Book of a Musical                             | James Lapine                        | Nomination |
| 1984  | Tony Award                           | Best Performance by a Leading Actor in a Musical   | Mandy Patinkin                      | Nomination |
| 1984  | Tony Award                           | Best Performance by a Leading Actress in a Musical | Bernadette Peters                   | Nomination |
| 1984  | Tony Award                           | Best Featured Actress in a Musical                 | Dana Ivey                           | Nomination |
| 1984  | Tony Award                           | Best Costume Design                                | Patricia Zipprodt et Ann Hould-Ward | Nomination |
| 1984  | Tony Award                           | Best Direction of a Musical                        | James Lapine                        | Nomination |
| 1984  | Tony Award                           | Best Scenic Design                                 | Tony Straiges                       | Lauréat    |
| 1984  | Tony Award                           | Best Lighting Design                               | Richard Nelson                      | Lauréat    |
| 1984  | New York Drama Critics' Circle Award | Best Musical                                       | Best Musical                        | Lauréat    |
| 1985  | Prix Pulitzer                        | Prix Pulitzer de l'œuvre théâtrale                 | Stephen Sondheim et James Lapine    | Lauréat    |

### Production originale de Londres
| Année | Cérémonie              | Catégorie                  | Nomination       | Résultat   |
| ----- | ---------------------- | -------------------------- | ---------------- | ---------- |
| 1991  | Laurence Olivier Award | Best New Musical           | Best New Musical | Lauréat    |
| 1991  | Laurence Olivier Award | Best Actor in a Musical    | Philip Quast     | Lauréat    |
| 1991  | Laurence Olivier Award | Best Director of a Musical | Steven Pimlott   | Nomination |
| 1991  | Laurence Olivier Award | Best Actress in a Musical  | Maria Friedman   | Nomination |
| 1991  | Laurence Olivier Award | Best Costume Design        | Tom Cairns       | Nomination |
| 1991  | Laurence Olivier Award | Best Set Design            | Tom Cairns       | Nomination |

### Reprise à Londres (2005)
| Année | Cérémonie                     | Catégorie                      | Nomination                        | Résultat   |
| ----- | ----------------------------- | ------------------------------ | --------------------------------- | ---------- |
| 2005  | Critics' Circle Theatre Award | Best Designer                  | Timothy Bird et David Farley      | Lauréat    |
| 2007  | Laurence Olivier Award        | Outstanding Musical Production | Outstanding Musical Production    | Lauréat    |
| 2007  | Laurence Olivier Award        | Best Actor in a Musical        | Daniel Evans                      | Lauréat    |
| 2007  | Laurence Olivier Award        | Best Actress in a Musical      | Jenna Russell                     | Lauréat    |
| 2007  | Laurence Olivier Award        | Best Set Design                | Timothy Bird et David Farley      | Lauréat    |
| 2007  | Laurence Olivier Award        | Best Lighting Design           | Natasha Chivers et Mike Robertson | Lauréat    |
| 2007  | Laurence Olivier Award        | Best Director                  | Sam Buntrock                      | Nomination |

### Reprise à Broadway (2008)
| Année | Cérémonie                  | Catégorie                                          | Nomination                                    | Résultat   |
| ----- | -------------------------- | -------------------------------------------------- | --------------------------------------------- | ---------- |
| 2008  | Drama League Award         | Distinguished Revival of a Musical                 | Distinguished Revival of a Musical            | Nomination |
| 2008  | Drama League Award         | Distinguished Performance                          | Daniel Evans                                  | Nomination |
| 2008  | Drama League Award         | Distinguished Performance                          | Jenna Russell                                 | Nomination |
| 2008  | Drama Desk Award           | Outstanding Revival of a Musical                   | Outstanding Revival of a Musical              | Nomination |
| 2008  | Drama Desk Award           | Outstanding Actor in a Musical                     | Daniel Evans                                  | Nomination |
| 2008  | Drama Desk Award           | Outstanding Actress in a Musical                   | Jenna Russell                                 | Nomination |
| 2008  | Drama Desk Award           | Outstanding Director of a Musical                  | Sam Buntrock                                  | Nomination |
| 2008  | Drama Desk Award           | Outstanding Orchestrations                         | Jason Carr                                    | Lauréat    |
| 2008  | Drama Desk Award           | Outstanding Lighting Design                        | Ken Billington                                | Nomination |
| 2008  | Drama Desk Award           | Outstanding Projection Design                      | Timothy Bird et The Knifedge Creative Network | Lauréat    |
| 2008  | Outer Critics Circle Award | Outstanding Revival of a Musical                   | Outstanding Revival of a Musical              | Nomination |
| 2008  | Outer Critics Circle Award | Outstanding Actor in a Musical                     | Daniel Evans                                  | Nomination |
| 2008  | Outer Critics Circle Award | Outstanding Set Design                             | Timothy Bird et David Farley                  | Lauréat    |
| 2008  | Outer Critics Circle Award | Outstanding Costume Design                         | David Farley                                  | Nomination |
| 2008  | Outer Critics Circle Award | Outstanding Lighting Design                        | Ken Billington                                | Lauréat    |
| 2008  | Tony Award                 | Best Revival of a Musical                          | Best Revival of a Musical                     | Nomination |
| 2008  | Tony Award                 | Best Performance by a Leading Actor in a Musical   | Daniel Evans                                  | Nomination |
| 2008  | Tony Award                 | Best Performance by a Leading Actress in a Musical | Jenna Russell                                 | Nomination |
| 2008  | Tony Award                 | Best Direction of a Musical                        | Sam Buntrock                                  | Nomination |
| 2008  | Tony Award                 | Best Orchestrations                                | Jason Carr                                    | Nomination |
| 2008  | Tony Award                 | Best Scenic Design                                 | Timothy Bird et David Farley                  | Nomination |
| 2008  | Tony Award                 | Best Costume Design                                | David Farley                                  | Nomination |
| 2008  | Tony Award                 | Best Lighting Design                               | Ken Billington                                | Nomination |
| 2008  | Tony Award                 | Best Sound Design                                  | Sebastian Frost                               | Nomination |